# 임영규
임영규(林榮奎, 林榮圭, 1956년 4월 6일 ~ )는 대한민국의 배우이다. 본관은 나주 임씨다.

## 이력
1975년 연극배우 첫 데뷔하였고 이듬해 1976년 뮤지컬배우 데뷔하였으며 1980년 MBC 문화방송 12기 공채 탤런트 정식 데뷔하였다.
<못 잊어> <내일 잊으리> 등의 TV 드라마에 출연했으며, 이외 몇 편의 영화에도 출연했다.
1987년에 연기자 견미리와 결혼하였으나, 1993년에 이혼하였다.

## 학력
- 안양예술고등학교 졸업

## 출연작

### 드라마
- 1981년 MBC 정치드라마 《제1공화국》 ... 김두한의 부하,일본 어부,변호사 역
- 1981년 MBC 주간드라마 《민족풍속도》
- 1982년 MBC 월화드라마 《공주갑부 김갑순》
- 1982년 MBC 주말연속극 《미련》
- 1982년 MBC 주말연속극 《못 잊어》
- 1983년 MBC 대하드라마 《조선왕조 오백년》 - 《추동궁 마마》 - 흥안군 이제 역
- 1983년 MBC 반공드라마 《3840 유격대》 ... 홍기형 역
- 1984년 MBC 월화드라마 《조선왕조 오백년》《설중매》 - 조선 연산군 역
- 1985년 MBC 월화드라마 《조선왕조 오백년》《풍란》 - 조선 연산군 역
- 1985년 MBC 주간드라마 《갯마을》 ... 선생님 역
- 1985년 MBC 베스트셀러극장 《82회》 알수 없는 일들 (with 김희애)
- 1986년 MBC 베스트셀러극장 《103회》 풍향계
- 1986년 MBC 베스트셀러극장 《107회》 어항을 뛰어나온 고기
- 1987년 MBC 베스트셀러극장 《143회》 촌남자
- 1987년 MBC 베스트셀러극장 《148회》 외아들
- 1987년 MBC 월화드라마 《야호》 ... 태석 역
- 1987년 MBC 창사26주년 특집드라마 《남태평양 3000마일》 양민섭 역
- 1988년 MBC 주말연속극 《내일 잊으리》
- 1989년 MBC 정치드라마 《제2공화국》 ... 함종빈,김종면 역
- 1990년 MBC 대하드라마 《조선왕조 오백년 - 대원군》 ... 박영효 역
- 1990년 MBC 8.15 특집드라마 《반민특위》 ... 정준 역
- 1992년 MBC 수목드라마 《일출봉》... 윤오성 역
- 1992년 MBC 아침드라마 《이젠 아무도 사랑하지 않는다》

### 영화
- 1974년 파계
- 1985년 이브의 체험  민호역
- 1985년 화랭이
- 1985년 그것은 밤에 이뤄졌다
- 1987년 젖은 풀 젖은 잎  유동훈 역
- 1988년 여자 세상  정선규 역
- 1989년 쫄병 수첩
- 1989년 매춘녀의 일기
- 1989년 건드리지 좀 마
- 1990년 구천동 화방 조화 역
- 1990년 홍두깨 만호 역
- 1991년 룸 민우 역
- 1991년 탄드라 부인 마승일 역
- 1991년 뜨겁고 부드럽게 특별출연
- 1998년 기막힌 사내들 용의자6 역

### 예능
- 1990년 KBS2 추석맞이 가족오락관 10월 2일 출연
- 2011년 MBC 기분 좋은 날 출연
- 2011년 KBS2 여유만만 11월 17일 출연
- 2011년 SBS 좋은 아침 12월 28일 출연 (3791회)
- 2013년 채널A 웰컴 투 돈월드 6회 출연
- 2013년 채널A 분노왕 19회 출연
- 2013년 MBC 세바퀴 192회 출연
- 2013년 JTBC 신의 한 수 40회 출연
- 2020년 MBN 특종세상 417회 80년대 인기 탤런트 임영규의 잃어버린 25년 속 사연은?

### 광고
- 1985년 한독약품 바랄긴
- 1992년 진주햄 알짜 물만두 편
- 1992년 진주햄 즉석된장국 - 모니터 편
- 1993년 진주햄 진주햄 진주완탕 - 시식 편

### 수상 경력
- 1983년 MBC 연기대상 신인상